# Knob Noster
Knob Noster é uma cidade localizada no estado americano de Missouri, no Condado de Johnson.

## Demografia
Segundo o censo americano de 2000, a sua população era de 2462 habitantes.
Em 2006, foi estimada uma população de 3027, um aumento de 565 (22.9%).

## Geografia
De acordo com o United States Census Bureau tem uma área de
4,5 km², dos quais 4,5 km² cobertos por terra e 0,0 km² cobertos por água. Knob Noster localiza-se a aproximadamente 245 m acima do nível do mar.

## Localidades na vizinhança
O diagrama seguinte representa as localidades num raio de 24 km ao redor de Knob Noster.